# Ancien siège de la Banque Agricole de Belgique
L'ancien siège de la Banque Agricole de Belgique est un bâtiment de style Art déco qui fut édifié par l'architecte Henri Wildenblanck à Bruxelles en Belgique.

## Localisation
Le bâtiment est situé au numéro 11-17 de la rue des Poissonniers, au centre de Bruxelles, à mi-distance entre le Palais de la Bourse et l'église Sainte-Catherine.

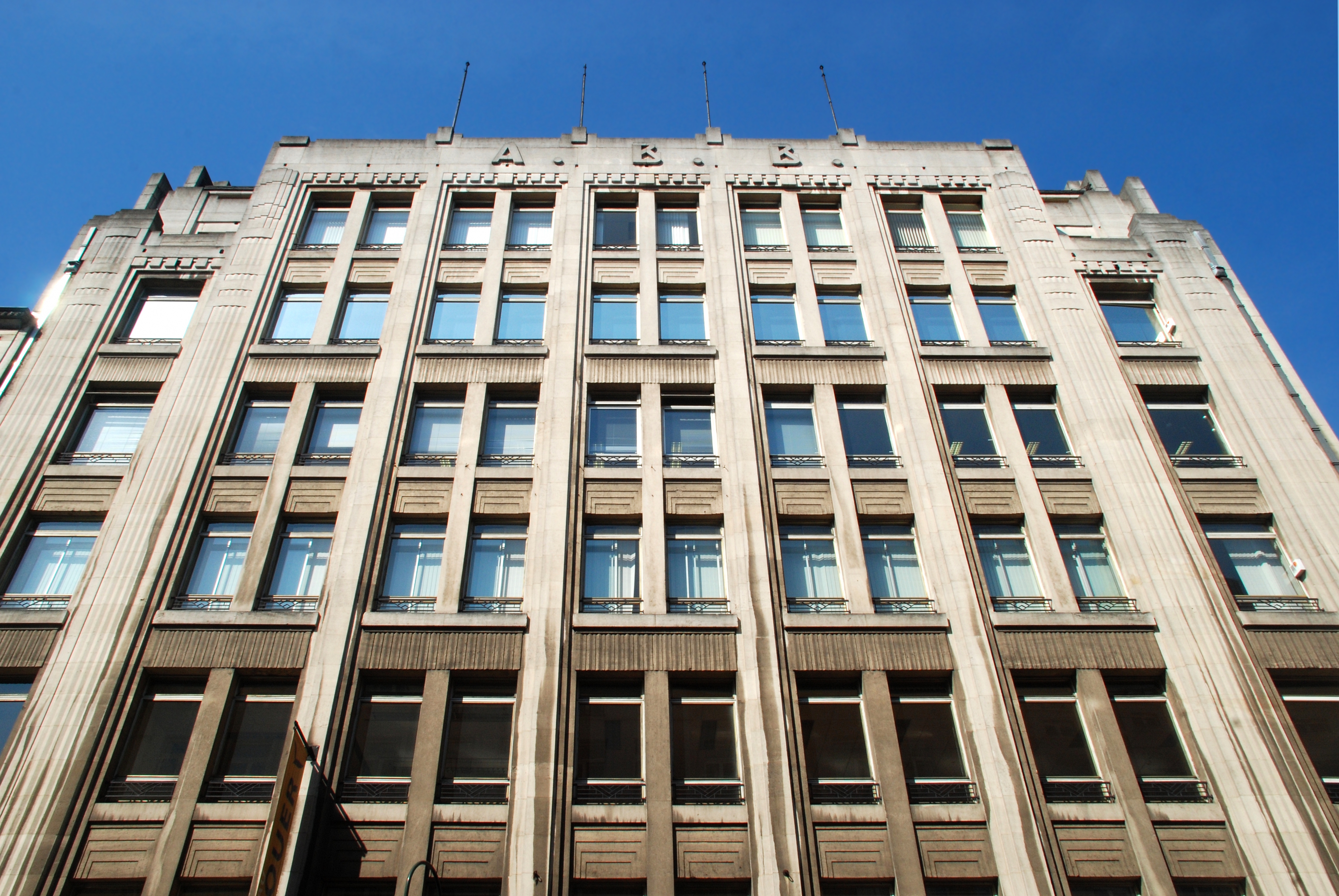
Élan vertical de la façade.

## Historique
C'est en 1928-1929 que l'architecte Henri Wildenblanck établit les plans du siège de la Banque Agricole de Belgique.
Le bâtiment, terminé en 1931,, est initialement couronné par une frise portant le nom de la Banque Agricole de Belgique mais cette frise est refaite ultérieurement pour afficher le logo « A.B.B. » du Boerenbond (Algemene Belgische Boerenbond, Ligue belge des paysans),.
Acquis en 1991 par un groupe immobilier suédois, le bâtiment abrite pendant de nombreuses années l' « Archief en museum van het vlaams leven te Brussel » (Archives et musée de la vie flamande à Bruxelles).
Il héberge actuellement plusieurs services administratifs de la Communauté française de Belgique tels le service du médiateur de la Communauté française, les services du délégué général aux droits de l'enfant ou encore le « corps interministériel des commissaires du gouvernement ».

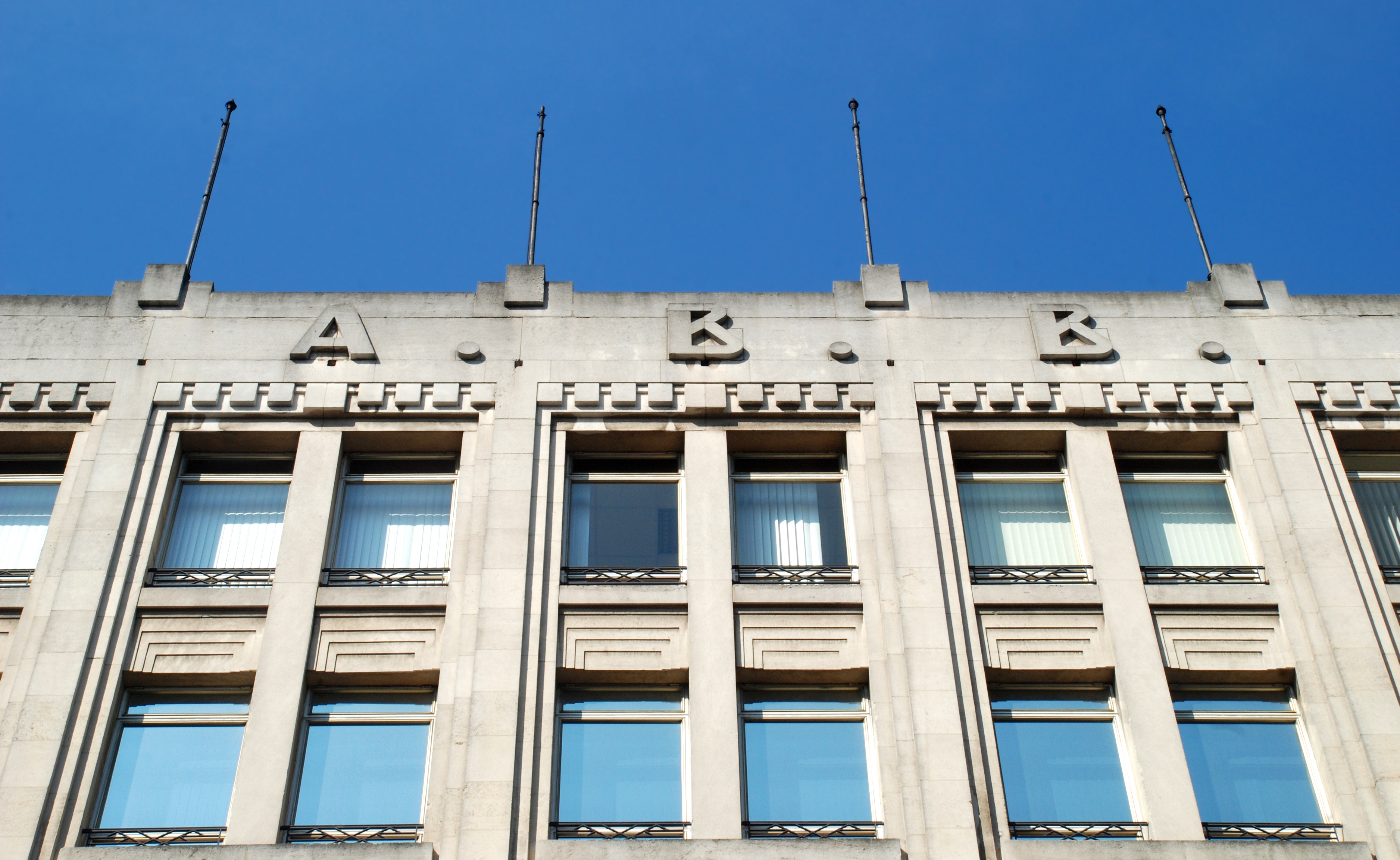
Le logo A.B.B. qui a remplacé le logo original.

## Architecture

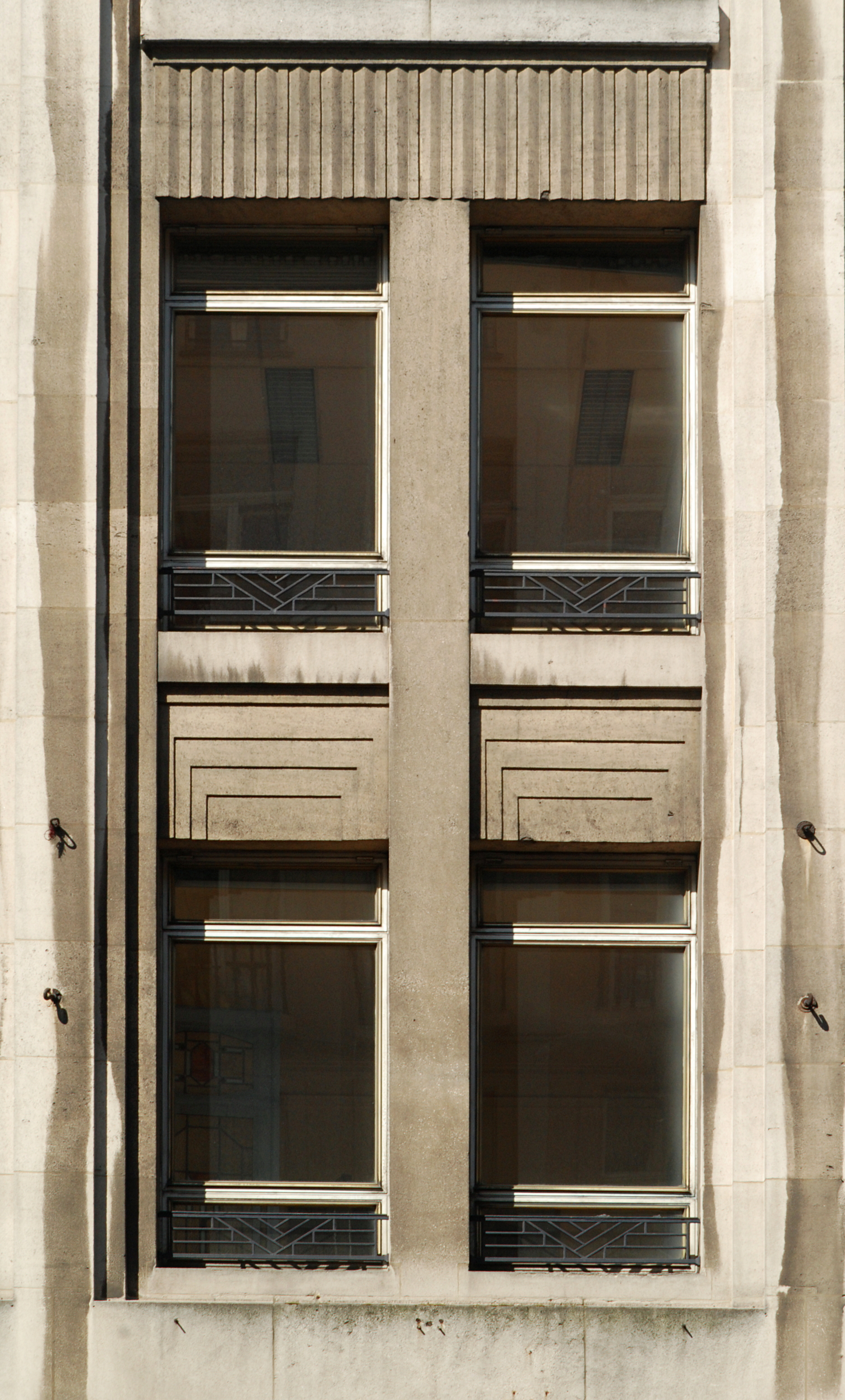
Travée.
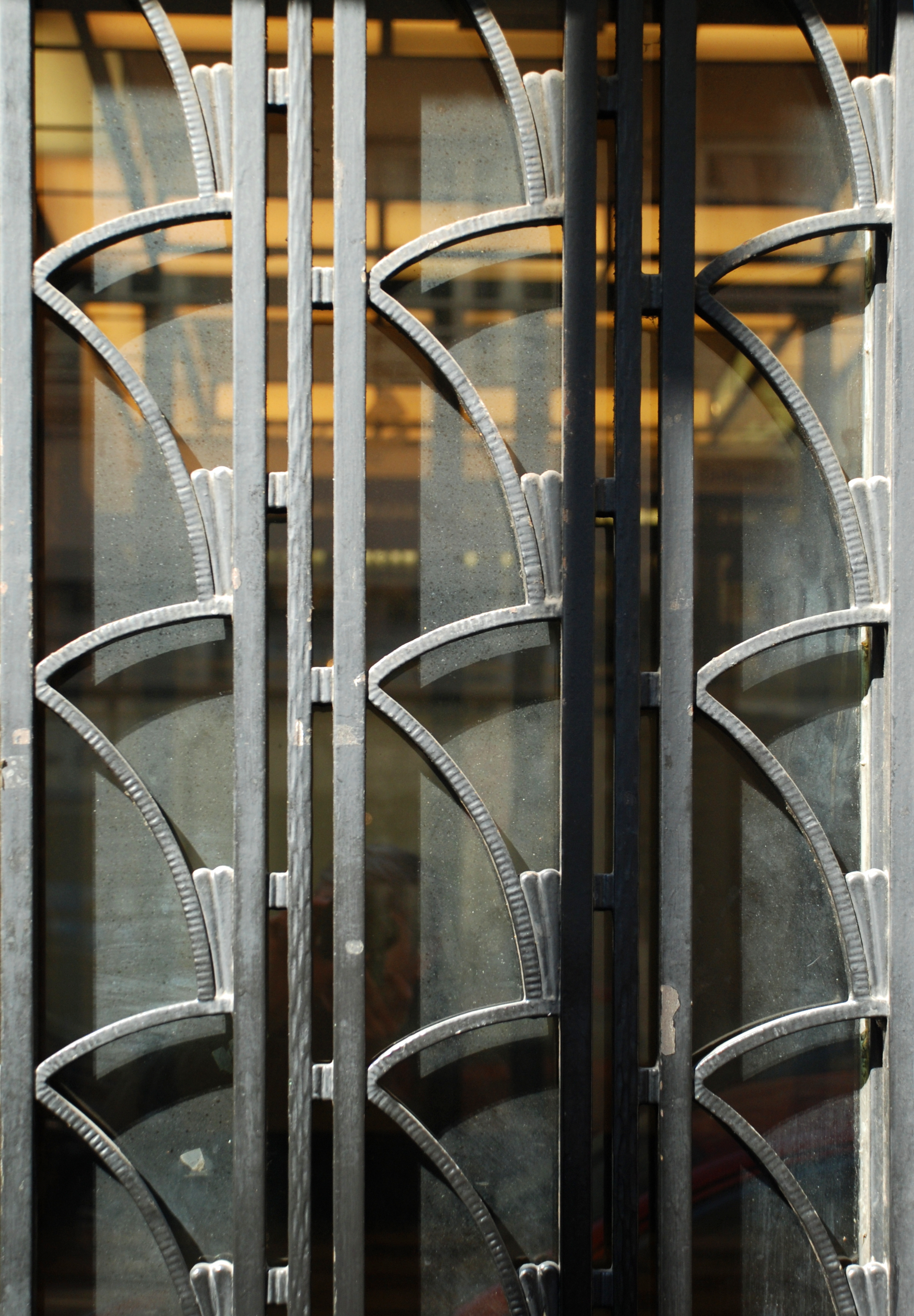
Détail de la porte en fer forgé.
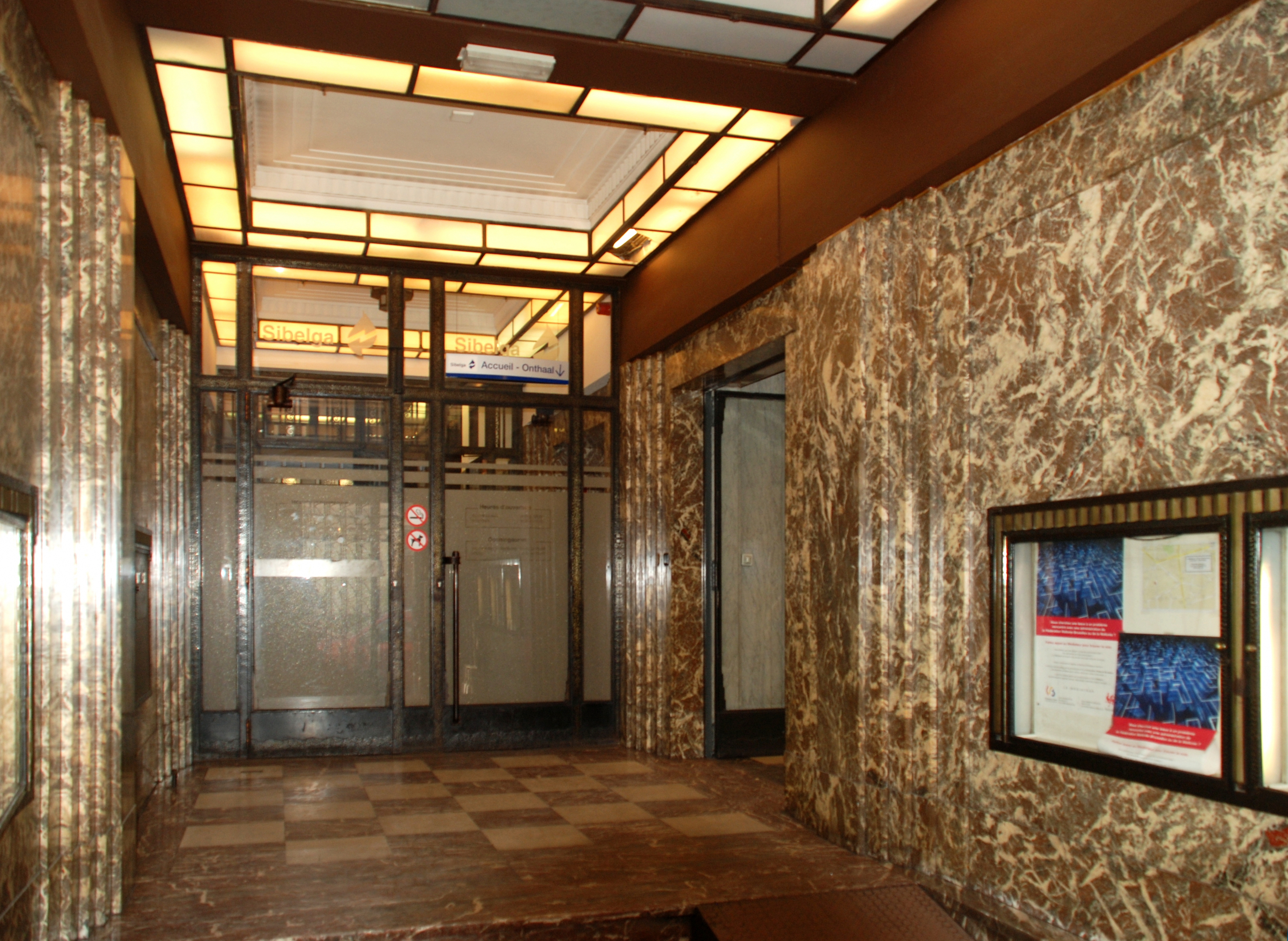
Le hall d'entrée.

## Accessibilité
| ___ | Ce site est desservi par les stations de métro : Sainte-Catherine et De Brouckère. |